# 2006年6月广东

## 6月30日
- 原广州市委书记林树森调任贵州省委副书记。中国广播网（页面存档备份，存于）

## 6月28日
- 广东投资290亿元的首个液化天然气项目在深圳正式投产，中国国务院总理温家宝和澳大利亚总理约翰·霍华德共同出席了投产仪式，深圳、香港、东莞、广州、佛山五座城市的电厂和居民将使用上澳大利亚进口的液化天然气。深圳特区报

## 6月26日
- 广州市中级人民法院开庭审理大毒枭刘招华制贩毒品一案。新华网

## 6月13日
- 深圳市发现一例人感染高致病性禽流感疑似病例，相关部门开始启动防控人感染禽流感二级响应。新华网

## 6月6日
- 深圳市公安局侦破上周六晚于广深高速公路所发生的巴士持械行劫案，于凌晨拘捕案中6名疑犯，并起出包括手机及港幣等部分赃物。深圳市副公安局长余新国指，由于疑犯中其中一人曾多次往返香港及深圳，成为公安破案的重要线索。香港明报
- 深圳华为公司收购港湾网络的大部分资产和业务。新华网

## 6月3日
- 中山大学教授朱熹平和清华大学兼职教授曹怀东一起发表论文，给出了著名数学难题庞加莱猜想的完整证明。BBC 中文网（页面存档备份，存于）新华网（页面存档备份，存于）

- 晚上一辆由深圳罗湖火车站开往顺德碧桂园的巴士，于驶至广深高速公路深圳市宝安区福永虎背山隧道口时，被事先上车的5名匪徒持刀枪抢劫。当时车上有30多名乘客，其中有20多名香港居民。事发后旅游巴立即全车驶到福永派出所报案，至深夜才离开。香港明报

## 6月1日
- 据广东省省长黄华华透露，“十五”期间广东省投资260多亿元建造的15条出省高等级公路已经全部贯通，其中包括粤赣高速公路、渝湛高速公路和西部沿海高速公路珠海段等3条高速公路。新华网

## 按月存档的广东新闻动态
- 2006年：3月、4月、5月、6月、7月、8月、9月、10月、11月、12月
- 2007年：1月、2月
- 2008年
- 2009年：8月